# Mayo de 1940 (película)
Mayo de 1940 (título original francés: En mai, fais ce qu'il te plaît ("en mayo haz lo que quieras") es una película francesa del año 2015. Su estreno original fue en el Festival international du film de Saint-Jean-de-Luz 2015 en Francia. La música de Ennio Morricones Musik estaba nominada como mejor música en los Premios César del año 2016 y en los World Soundtrack Awards del mismo año.

## Sinopsis
En mayo del año 1940 millones de franceses huyen de la invasión alemana. Entre ellos un comunista alemán. Busca su hijo que también huye. Le ayuda un soldado escocés que perdió sus compañeros y que quiere reunirse con sus tropas.

## Críticas
"Una película que nunca se sienta tan intensiva como debería incluso cuando algunas presentaciones — sobre todo los de los no franceses Diehl (Inglourious Basterds) y Rhys (de The Americans) — desarrollan las figuras más que el guion".